# Sierra Santo Domingo (Chile)
La Sierra Santo Domingo es un conjunto montañoso de 1400 m.s.n.m aproximadamente que se ubica en la comuna de Puerto Varas, Chile al este del río Petrohué, (específicamente al frente de los Saltos del Petrohué), al sur del lago Todos los Santos y al noreste de Nade. 

## Geografía

### Glaciología
Esta formación ha sido formada por la acción del valle glaciar del Petrohué, en que se halla excavado el gran cajón glacial por el cual sé movió el hielo desde el lago Todos los Santos hacia la región del actual lago Llanquihue. Dentro de este cajón glacial se construyó posteriormente el volcán Osorno, separando la parte superior de la inferior del cajón glacial.

### Hidrología
La Sierra es parte de las siguientes Unidades Hidrográficas: 
Cursos de agua no tributarios al lago Todos Los Santos:
- Río El Salto, que se origina en su afluente norte en el cordón cordillerano al este de los Saltos del Petrohué y en su tributario este en los faldeos de la Sierra Santo Domingo, antes de desembocar en el río Petrohué confluye en este curso el río El Cobre, el cual se origina en los faldeos de menor altitud del cerro Santo Domingo.

Subcuencas de afluentes directos al Lago Todos los Santos:
- A través del Río Las Quemas, drena el flanco este de la Sierra Santo Domingo, desaguando en la ribera oeste de la Ensenada Cayutué.
- Río Bravo, al igual que el afluente anterior, drena la ladera este de la Sierra Santo Domingo, y se vierte en la ribera oeste de la Ensenada Cayutué.
- Río El León, es el curso de agua que tiene la mayor subcuenca de los mencionados en este punto, se origina en los altos del sector Rincón Quebrada Honda, en la ladera oeste de la Sierra Santo Domingo, en el sector sureste de sus inicios drena una laguna de altura

### Geología
Geológicamente la sierra está compuesta por granitos, granodioritas y tonalitas de hornblenda y biotita del Cretácico Inferior

### Vegetación
En cuanto a la vegetación presente en la sierra se indican:
- Alerce: Corresponde a rodales de Fitzroya cupressoides que se encuentran presentes en el cerro Cenizos (fragmento más septentrional de Alerce en la Cordillera de los Andes), sierra Santo Domingo, Cerro del Escalón y Alto de la Cruz.
- Lenga: Presencia de Nothofagus pumilio en altas cumbres como sierra Sto. Domingo, cerro Cenizos y cerro Escalón

## Eventos de remoción en masa
En la sierra se han registrado eventos de flujos históricos de detritos y barro en los años en el área de la Sierra Santo Domingo,, han ocurrido de forma frecuente remociones en masa de tipo deslizamientos y flujos de detritos, gatillados por la ocurrencia de precipitaciones intensas en temporada invernal. Ejemplo de ello son los eventos de 2013, 2015 y 2017. Estos eventos son desencadenados generalmente por eventos hidrometeorológicos extremos, propios de cada estación invernal, donde se generan remociones en masa con precipitaciones sobre los 50 – 60 mm, tras lluvias prolongadas que producen la saturación del terreno. Estas sucesivas remociones han generado morfologías de delta o abanicos en las costas del lago Todos Los Santos y el Río Petrohué, los que son geológicamente activos y por tanto se encuentran susceptibles a este tipo de eventos. Estas áreas usualmente corresponden a las pocas superficies no escarpadas de la sierra, por lo que es frecuente que sean utilizadas para la construcción de viviendas, que se encuentran altamente expuestas a remociones en masa.